# Idi (langue)
Pour les articles homonymes, voir Idi.
L'idi est une langue pahoturi, une des familles de langues papoues, parlée dans la Province de l'Ouest en Papouasie-Nouvelle-Guinée. Les dialectes pahoturi forment un continuum dialectal avec l'idi à l'une des extrémités et l'agob à l'autre bout.

## Nom
La langue est également appelée diblaeg, dibolug, dimisi et dimsisi. Le tame est un dialecte distinct de l'idi.

## Contexte social
L'idi est en contact avec d'autres langues de Papouasie de différentes familles, dont le nen et le nambo.

## Sources